# Catlettsburg
Catlettsburg è un comune degli Stati Uniti d'America, situato nello Stato del Kentucky, nella contea di Boyd, della quale è il capoluogo.